# مبدأ التكافؤ
يعود مبدأ التكافؤ إلى فكرة كوبرنيك القائلة بوجوب تماثل قوانين الفيزياء في كل مكان ضمن الكون، ثم طورت هذه الفكرة من قبل أينشتاين الذي أكد على أن قوة الجاذبية التي تؤثر بها الأجسام على بعضها محلياً لايمكن تمييزها عن قوى القصور.
يقوم أينشتاين لتوضيح فكرته بتجربة فكرية تقوم على تصور مصعدين أحدهما بحالة مستقرة على سطح الأرض حيث يخضع فقط لقوة الجاذبية الأرضية مكسبة إياه تسارعاً أرضياً g في حين يتسارع المصعد الأخر في الفضاء بتسارع g أيضاًَ دون أن يكون خاضعاً لأية قوة خارجية، في هذه الحالة يؤكد أينشتاين أن أي مراقب داخلي في أي من هاتين الجملتين المعزولتين عن العالم الخارجي، لا يملك أي وسيلة ليقرر حالة جملته: هل هي تخضع لتسارع نتيجة وقوعة تحت تأثير الجاذبية أم تسارع نتيجة قصوره الذاتي؟ فبالنسبة له أي جسم يترك ليسقط بشكل حر ضمن جملته سيتسارع نحو الأسفل بالقيمة g.
يتابع أينشتاين تجربته بتخيل مصدر ضوئي يطلق شعاعاً ضمن المصعد المتسارع نحو الأعلى في الفضاء، فبالنسبة لمراقب خارجي على الأرض يستمر الشعاع في مساره المستقيم بينما يستمر المصعد بالارتفاع، لكن المراقب الداخلي الذي يرتفع مع المصعد ومكوناته سيرى الشعاع يقترب من الأرضية، أي بتعبير آخر سيرى الشعاع يسقط كما يسقط أي جسم بفعل الجاذبية، إنها إحدى أهم نتائج مبدأ التكافؤ: الجاذبية تؤثر على الضوء حيث تحرف مساره نحوها.

## تفسير آخر لمبدأ التكافؤ
يوجد في الفيزياء مصطلحان: مصطلح كتلة العطالة ومصطلح كتلة الثقالة. يقول مبدأ التكافؤ أن هاتين الكتلتين هما الشيء نفسه بالنسبة لأنظمة سرعتها أقل بكثير من سرعة الضوء. ويمكن فهم هذا انطلاقا من معادلات ميكانيكا نيوتن ومعادلات ميكانيكا أينشتاين.
حيث يقول أينشتاين أن كمية الحركة:
{\displaystyle \mathbf {p} ={\frac {m_{\text{tr}}\,\mathbf {v} }{\sqrt {1-\mathbf {v} ^{2}/c^{2}}}}\,.}
في حين أن نيوتن يقول:
{\displaystyle \mathbf {p} =m_{\text{tr}}\,\mathbf {v} \,.}
وبناء على هذا فإنه وكما يظهر من المعادلات: إذا كانت سرعة النظام أقل بكثير من سرعة الضوء c فإن معادلة أينشتاين تصبح هي نفسها المعادلة المقدمة من قوانين نيوتن.